# 宮下順子
宮下 順子（みやした じゅんこ、1949年1月29日 - ）は、東京都出身の日本の女優。 本名：金沢 英子。身長159cm。所属事務所はテロワール。

## 来歴・人物
東京都世田谷区出身。
ロマンポルノ以前は多くのピンク映画に出演していた。
日活（にっかつ）時代は、小川節子、田中真理と並ぶロマンポルノ女優の代表格とされ、3人の中では最も長期間活躍し、他社出演もこなしながら10年近くロマンポルノを支えた。
代表作は『四畳半　襖の裏張り』や『赫い髪の女』（1979年）など。
小沼勝監督は『四畳半　襖の裏張り』を、ロマンポルノの最高傑作と評している。
テレビドラマでも名脇役として活躍。

## 出演

### 映画

#### 一般映画
- 影狩り ほえろ大砲 (1972年)
- 嗚呼!!花の応援団(1976)
  - 嗚呼!!花の応援団 役者やのォー(1976)
  - 嗚呼!!花の応援団 男涙の親衛隊(1977)
- 太陽は泣かない(1976)
- 不連続殺人事件(1977)
- 先生のつうしんぼ(1977)
- アラスカ物語(1977)
- 高校大パニック(1978)　- 村上友代 役
- ダイナマイトどんどん(1978)
- 博多っ子純情(1978)
- 遠い明日(1979)
- 地獄の蟲(1979)
- 黄金の犬(1979)
- わるいやつら(1980)
- 仕掛人梅安(1981)
- ダンプ渡り鳥(1981)
- 真夜中の招待状(1981)
- 悪霊島(1981)
- とりたての輝き(1981)
- 怪異談 生きてゐる小平次(1982)
- 飛鳥へ、そしてまだ見ぬ子へ(1982)
- えきすとら(1982)
- 十階のモスキート(1983)
- 父と子(1983)
- 泪橋(1983)
- ときめき海岸物語(1984)
- 人魚伝説(1984)
- 薄化粧(1985)
- 火まつり(1985)
- 早春物語(1985)
- 友よ、静かに瞑れ(1985)
- 魔の刻(1985)
- 親鸞 白い道(1987)
- 1000年刻みの日時計 牧野村物語(1986)
- 恋人たちの時刻(1987)
- 椿姫(1988)
- 文学賞殺人事件 大いなる助走(1989)
- 夢の祭り(1989)
- 遺産相続(1990)
- スキンレスナイト(1991)
- 愛について、東京(1993)
- 嗚呼!!花の応援団(1996)
- MUSASHI 外伝 ヤングムサシの秘密に迫る(1996) ※DVDタイトル「MUSASHI 宮本武蔵外伝」
- 虹をつかむ男(1996)
- もうDEBUなんて言わせない!(1997)
- 新サラリーマン専科(1997)
- 柘榴館(1997)
- 尾崎翠を探して(1999)
- 守ってあげたい!(2000)
- Kamome(2000)
- いのちの海 Closed Ward(2001)
- 白い船(2002)
- 美しい夏キリシマ(2003)
- デコトラの鷲 祭りばやし(2003)
  - デコトラの鷲 其の弐 会津・喜多方・人情街道！(2004)
- 誰がために(2005)
- 四日間の奇蹟(2005)
- アントキノイノチ（2011年11月19日、瀬々敬久監督）
- からっぽ（2012年6月16日、草野翔吾監督）
- 爆心 長崎の空（2013年）
- マエストロ!（2015年1月31日）
- さらば あぶない刑事（2016年1月30日）
- 闇金リアルゲーム（2017年4月22日、中田信一郎監督／脚本）- 桐生順子 役
- おみおくり（2018年） - トヨ 役
- チャットレディのキセキ（2018年8月18日、川口浩史監督）
- 猫カフェ（2018年12月1日、沖田光監督）
- 罪の声（2020年10月30日、土井裕泰監督） - 山本志乃 役
- 農家の嫁は、取り扱い注意!（2021年4月2日、いまおかしんじ監督） - 杉村春恵 役

#### 日活ロマンポルノ
- 私はこうして失った(1971)（デビュー作）
- 情婦(1972)
- 団地妻シリーズ
  - 団地妻 女ざかり(1972)
  - 団地妻 忘れ得ぬ夜(1972)
  - 団地妻 女の匂い(1973)
  - 団地妻 奪われた夜(1973)
  - 団地妻 歓喜の夜(1973)
  - 団地妻 火遊び(1973)
  - 団地妻 昼下りの誘惑(1974) 　：(1990、大陸書房）
  - 新・団地妻 けものの昼下り(1974)
  - 団地妻 雨やどりの情事(1977) 　：(1990、大陸書房）
- 昼下りの情事 裏窓(1972)
  - 昼下りの情事 古都曼陀羅(1973)
  - 昼下りの情事 すすり泣き(1977)
- （秘）大奥外伝 尼寺淫の門(1973)
- OL日記 牝猫の情事(1972)
  - OL日記 密猟 あさる(1973)
  - OL日記 猥褻な関係(1975)
- 四畳半襖の裏張り(1973)
  - 四畳半襖の裏張り しのび肌(1974) 　：(1989、大陸書房）
- 雨の夜の情事(1973)
- 愛に濡れたわたし(1973)
- 色情旅行 香港慕情(1973)
- （秘）温泉穴場さがし(1973)
  - （秘）穴場情報 牝馬の吐息(1973)
- 女調査員SEXレポート 主婦売春(1973)
- 大江戸性盗伝 －女斬り－(1973)
- 熟れすぎた乳房 人妻(1973)
- 人妻 －残り火－(1973)
- さすらいかもめ －釧路の女－(1973)
- 実録白川和子 裸の履歴書(1973)
- 赤線最後の日 －昭和33年3月31日－(1974)
- すけばん刑事 ダーティ・マリー(1974)
- 大奥秘話 晴姿姫ごと絵巻(1974)
- くノ一淫法 百花卍がらみ(1974)
- 赤線玉の井 ぬけられます(1974) 　：(1989、大陸書房）
- （秘）色情めす市場(1974)
- 秘本シリーズ
  - 秘本 袖と袖(1974) 　：(1990、大陸書房）
  - 秘本 乱れ雲(1974)
  - 秘本 むき玉子(1975)
- 大江戸 （秘）おんな医者あらし(1975)
- 鎌倉夫人 童貞倶楽部(1975)
- 実録阿部定(1975)
- 主婦の体験レポート
  - 主婦の体験レポート 新・おんなの四畳半(1975)
  - 主婦の体験レポート おんなの四畳半(1975)
  - 主婦の体験レポート 続おんなの四畳半(1975)
- 江戸川乱歩猟奇館 屋根裏の散歩者(1976)
- 「妻たちの午後は」より 官能の檻(1976)
- 犯される(1976)
- 東京秘密ホテル けものの戯れ(1976)
- 学生情婦 処女の味(1976)
- 夫婦秘戯くらべ(1976) 　：(1999、大陸書房）
- 四畳半芸者の枕紙(1977)
- 肉体の門(1977)
- 壇の浦夜枕合戦記(1977)
- 本番 ほんばん(1977)
- 中山あい子未亡人学校より 濡れて泣く(1977)
- 発禁本「美人乱舞」より 責める!(1977)
- 四畳半・猥褻な情事(1978)
- おんなの寝室 好きくらべ(1978)
- 順子わななく(1978)
- 禁じられた体験(1979)
- 団鬼六 縄と肌(1979)
- 赫い髪の女(1979)
- 濡れた週末(1979)
- お母さんのつうしんぼ(1980)
- 宇能鴻一郎の貝くらべ(1980)
- きらめきの季節(1980)
- 快楽学園 禁じられた遊び(1980)

### テレビドラマ
- 風の中のあいつ（1973年）
- はぐれ刑事 第2話「逃避行」（1975年） - サチエ
- 大都会 闘いの日々 第5話「めぐり逢い」（1976年）
- 日本巖窟王（1979年） - 阿久里
- 赤穂浪士（1979年） - お千賀
- 白昼の死角（1979年） - 血桜の定子
- 雲霧仁左衛門（1979年） - お京
- 騎馬奉行 第5話「大川に咲いた毒の花」（1979年）
- 松本清張シリーズ・天才画の女（1980年） - 大江志津子
- 探偵物語 第17話「黒猫に罠を張れ」（1980年） - 仁科蘭子
- 非情のライセンス 第3シリーズ 第1話「兇悪の門出・赤ちゃんの顔が見たい!」（1980年） - 宮地幸子
- 火曜劇場 / 名もなく貧しく美しく（1980年）
- 小さな追跡者（1980年）
- 旅がらす事件帖 第4話「俺もお前もはぐれ鳥」（1980年） - おかつ
- 土曜ワイド劇場
  - 二人の夫をもつ女（1977年） - 桂洋子（主演）
  - 家庭の秘密 乱れる!（1979年）- 貞子（主演）
  - 京舞妓殺人事件・恐怖の浮気出張（1980年） - 江波綾
  - 天国と地獄の美女 江戸川乱歩の「パノラマ島奇談」（1982年） - 人見英子
  - 松本清張の事故 国道20号線殺人トリック（1982年） - 浜田久子
  - 3DKの通り魔（1982年）
  - 私が家政婦を殺した!（1985年）
  - オフィス妻のさけび（1985年）
  - 森村誠一の孤独の密葬（1985年） - 西沢満智子
  - 笹沢左保の裸の家族（1986年） - 安達晶代
  - 『花ふぶき女スリ三姉妹シリーズ』（1988年‐1991年、テレビ朝日） - 花吹雪美恵
  - 京都殺人案内 第18作「20時18分の死神!?」（1992年）
- 立花登・青春手控え（1982年）
- ポーラテレビ小説 / 白き牡丹に（1982年～1983年） - すが
- 外科医 城戸修平（1982年）
- 花王愛の劇場 / 黒革の手帖（1984年） - 中岡市子
- ニュードキュメンタリードラマ昭和 松本清張事件にせまる 第17回「阿部定のゆくえ」（1984年）
- 大奥 第44話「天使たちのエロス」（1984年） - 市山
- 月曜ワイド劇場 / 花柳幻舟獄中記（1984年） - 佐々木京子
- 影の軍団IV 第31話「私が愛したカゲキ派」（1985年） - おふじ
- 火曜サスペンス劇場
  - 妻の疑惑（1986年） - 九条昌子
  - 「女検事・霞夕子7」（1989年） - 星野美也子
  - 自白調書（1989年）
  - 女監察医・室生亜季子
    - 第9作「震える川」（1990年）
    - 第24作「死因に異議あり」（1998年）

  - 当番弁護士 第7作（1999年） - 久保律子
- 木曜ゴールデンドラマ / 松本清張サスペンス・六畳の生涯（1987年）
- 夏樹静子サスペンス「宅配便の女」（1987年）
- 金田一耕助の傑作推理
  - 第7作「不死蝶」（1988年）
  - 第25作「獄門島」（1997年）
- 火曜スーパーワイド / 花吹雪女スリ三姉妹（1988年 - 1991年）
- 男と女のミステリー / 幻の殺意（1990年）
- はぐれ刑事純情派
  - 第3シリーズ 第3話「セクハラに泣いたストリッパー」（1990年） - 小川波江
  - 第6シリーズ 第15話「怯える写真・夜の教室に立つ女」（1993年） - 川島真理子
  - 第7シリーズ 第9話「幸せを売る女 靴跡の秘密! 」（1994年） - 谷口花江
  - 第8シリーズ 第1話「香港ドリームが招く殺意! 安浦刑事の危険な恋」（1995年）
  - 第9シリーズ 第21話「礼服で殺人? パチンコに嵌まった女」（1996年）
  - 第11シリーズ 第6話「安浦刑事が誤認逮捕!? 家族の復活」（1998年）
  - 第12シリーズ 第8話「死体に赤い墨汁が!? 手を握る女！」（1999年） ‐ 水島妙子
- 鬼平犯科帳 第2シリーズ 第1話「おみね徳次郎」（1990年） - おみね
- 代表取締役刑事 第12話「慕情」（1991年）
- 心霊ドラマ 転生（1991年）
- 静かなるドン 第11話「三代目の正体は?」（1995年）
- 刑事追う! 第15話「第一容疑者」（1996年）
- ギフト 第9話「消えゆく由紀夫、スキャンダル女優にギフト」（1997年）
- 月の輝く夜だから（1997年）
- 女子刑務所東三号棟 第1作「私が出逢った史上最悪の女」（1998年）
- はるちゃん3（1999年）
- 氷の世界 第2話「恋人たちは死んだ」（1999年） - 池永千鶴子
- 京極夏彦 「怪」 第2話「隠神だぬき」（2000年3月18日、WOWOW） - お松
- 松本清張特別企画・ガラスの城・伊豆修善寺殺人事件（2001年） - 浅野芳江
- 陰陽師 第1話「玄象」（2001年）
- 科捜研の女 第4シリーズ 第6話「誘惑された女! 腐敗しない死体の謎」（2002年）
- 女と愛とミステリー 「不倫調査員・片山由美4」（2003年） - 河上貞子 役
- 月曜ミステリー劇場 早乙女千春の添乗報告書 第15作「奥軽井沢湯けむりツアー殺人事件」（2004年、TBS） - 植木みゆき 役
- コスメの魔法 第1作（2004年） - 佐藤澄子 役
- 弁護士・高見沢響子 第7作「消えたわが子よ!! 月の光とテディベアの謎」（2005年）
- らんぼう（2006年）
- 万引きGメン・二階堂雪 第15作「熟年離婚」（2007年）
- 土曜ドラマ（NHK）
  - 再生の町（2009年9月）
  - チャンス（2010年8月-） - 寺山日出子
  - 55歳からのハローライフ 第4話（2014年7月5日） - 千代
- 古代史ドラマスペシャル・大仏開眼（2010年、NHK）
- 時々おとなも迷々（2010年9月20日、NHK）
- 新春ドラマ特別企画「赤い指〜『新参者』加賀恭一郎再び!」（2011年1月3日、TBS） - 松宮克子 役
- 八重の桜（NHK大河ドラマ）（2013年） - 高木澄江 役
- まほろ駅前番外地 第5話（2013年2月8日） - 木村妙子 役
- 水曜ミステリー9 逆転弁護士ヤブハラ 第2作「京都・十七年前の真実」（2015年10月7日、テレビ東京） - 沢田房子 役
- 深夜食堂 Tokyo Stories（第4部）第37話「 白菜と豚バラの一人鍋」 （2016年、Netflix）- カエ
- パレートの誤算 〜ケースワーカー殺人事件（2020年） - 桑田敏江 役

## 音楽
- あまい囁き - 水乃麻希と組む。日本語詞をレズビアンの内容に制作。